# Paul Booth
Paul Booth (15 april 1977) is een Britse jazzmuzikant (saxofoon, fluit, klarinet) en -componist.

## Biografie
Booth begon op 11-jarige leeftijd in Spaanse bars en restaurants in de band van zijn vader, die accordeon speelde. Daar speelde hij ook met Diz Disley. Tijdens zijn schooltijd toerde hij naar clubs in het noordoosten van Engeland en op 15-jarige leeftijd had hij een tv-optreden en een verbintenis met Spike Robinson. Hij studeerde aan de Royal Academy of Music. Gedurende deze tijd begeleidde hij Harry Connick jr. en ontving hij de prijs voor de meest veelbelovende jazzmuzikant van het jaar onder de 21 jaar. Ronnie Scott gaf hem de kans om met zijn eigen kwartet op te treden in zijn club in Londen. In 1995 werd Booth de eerste niet-Amerikaan, die de First Level Award en de Clifford Brown/Stan Getz Scholarship van de NFAA/Arts Week ontving. In 1996 bracht hij enkele maanden door als uitwisselingsstudent in Australië, waar hij o.a. werkte als studiomuzikant voor de ABC-studio's. Na zijn terugkeer toerde hij regelmatig door Engeland, speelde hij met Arnie Somogyi en Steve Winwood en trad hij op met zijn kwintet en het Basangu Orchestra, dat hij dirigeerde in Londense clubs als Café de Paris en Annabell's. Hij werkte ook samen met Carlos Santana, Steely Dan, Eric Clapton, Ingrid Jensen, Matt Bianco, Jane Monheit, Michael Janisch en Eddie Henderson. Booth heeft ook het album Trilateral uitgebracht met zijn orgeltrio (en gasten). Volgens Tom Lord was hij tussen 1995 en 2011 betrokken bij 22 opnamen op het gebied van jazz.

## Discografie
- 2004: It' Happening
- 2007: No Looking Back, met Phil Donkin
- 2009: Pathways, met Ingrid Jensen
- 2012: Trilateral, met Clarence Penn, Matt Brewer
- 2019: Travel Sketches, met Steve Hamilton, Dave Whitford, Andrew Bain